# Pamón
En la mitología griega, Pamón (griego antiguo: Πάμμωνος) fue un príncipe de Troya, uno de los trece hijos del rey troyano Príamo y Hécuba.
Pseudo Apolodoro refiere que Príamo tuvo trece hijos (nueve varones y cuatro mujeres) con Hécuba: Héctor, París, Deifobo, Héleno, Pamón, Polites, Antifos, Hípono, Polidoro, y las hijas Creúsa, Laódice, Polixena, y el profetisa Casandra. También nombra treinta y ocho hijos con otras mujeres, incluyendo a Troilo, Hipónoo, Cebriones, y Gorgitón.
Pamón fue elegido por Eurípilo de Misia, junto con Alejandro, Eneas, Polidamante, Deifobo y Ético, como comandante para dirigir el ejército troyano tras la muerte de Héctor en manos de Aquiles. Por narraciones de Quinto de Esmirna, durante el asedio de Troya, Pamón junto con sus hermanos Polites y Antifono, perecieron, bajo el mando de Neoptólemo, el hijo de Aquiles.